# Vodafone-Funkturm Stuttgart-Vaihingen
Der Vodafone-Funkturm in Stuttgart-Vaihingen ist ein 98,6 Meter hoher Mobilfunkturm von Vodafone.
Die ungewöhnliche stativartige Konstruktion aus Betonröhren wurde im Dezember 1998 in nur vier Tagen errichtet. Der Turm besitzt acht Antennenplattformen, die sich in Höhen von 58, 62,5, 67,5, 70, 75, 77,5, 80 und 82,5 Metern befinden.
Der Funkturm dient der Richtfunk-Anbindung von Mobilfunk-Basisstationen an die Vermittlungsstelle (MSC), die sich in einem Betriebsgebäude unterhalb des Turms befindet.
Ein baugleicher Turm befindet sich auf dem Gelände der Vodafone-Vermittlungsstelle im Mallau-Gebiet im Mannheimer Stadtbezirk Rheinau.